# Irish Recorded Music Association
A Irish Recorded Music Association (em português Associação Irlandesa da Música Gravada, também conhecida como IRMA por suas siglas em inglês) é a associação da indústria da música irlandesa que defende e representa as companhias discográficas e os distribuidores de fonografia e videografia. A IRMA se encarrega de defender os interesses de suas "companhias-membras" e de criar um ambiente de respeito entre elas. Encarrega-se também de representar a indústria musical da Irlanda a nível local e mundial e de combater a pirataria no país.

## Irish Charts
O Irish Singles Chart e o Irish Albums Chart são as paradas musicais oficiais de vendas de singles e álbuns na Irlanda, publicadas semanalmente pela Irish Recorded Music Association. A paradas foram publicadas pela primeira vez em 1962, com base nos fornecimentos das gravadoras para locais de venda. Desde 1992 as paradas se baseiam nas vendas pelo consumidor. O levantamento dos dados é fornecida pela empresa de pesquisa de opinião Gallup, desde 1996 pela Chart-Track (ex-Gallup).
Desde 2006 as paradas atendem também downloads digitais.